# Alberto Valerio

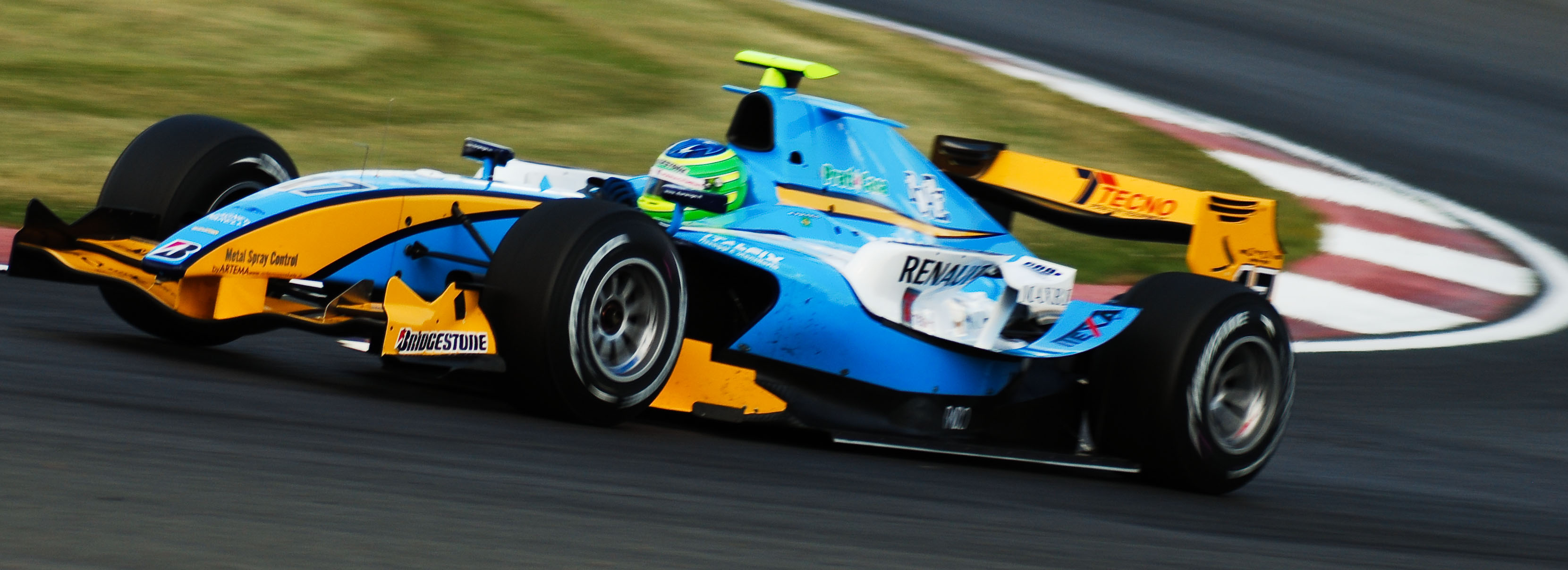
Alberto Valério i GP2 Series på Silverstone Circuit 2008.

Alberto Valério, född 6 september 1985 i Ipatinga, är en brasiliansk racerförare.

## Racingkarriär
Valerio tävlade i det sydamerikanska F3-mästerskapet där han vann titeln 2005. Han tävlade därefter i det brittiska F3-mästerskapet, där han slutade åtta säsongen 2007. 
Valerio flyttade till GP2 säsongen 2008, där han körde med Durango Automotive utan att ta poäng. Säsongen 2009 fick han kontrakt med Piquet GP. Han tog sina första poäng på Istanbul Park och vann på Silverstone Circuit.